# رودسا (لوئیزیانا)
رودسا (به انگلیسی: Rodessa) شهری در ایالت لوئیزیانا کشور ایالات متحده آمریکا است که جمعیت آن در سرشماری سال ۲۰۱۰ میلادی، ۲۷۰ نفر بوده‌است.